# Stibaera thyatiroides
Stibaera thyatiroides là một loài bướm đêm trong họ Noctuidae.